# (Methylcyclopentadienyl)mangantricarbonyl
(Methylcyclopentadienyl)mangantricarbonyl (Abk.: MMT oder MCMT) ist ein metallorganischer Halbsandwichkomplex des Mangans mit der Halbstrukturformel [(CH3C5H4)Mn(CO)3]. Es handelt sich um eine dunkelorange Flüssigkeit mit einem schwachen, angenehmen Geruch. Die Verbindung wurde ab 1958 als Zusatz zum Additiv Tetraethylblei verwendet, später wurde es in unverbleitem Kraftstoff eingesetzt. Zweck war die Erhöhung der Oktanzahl.
Obwohl MMT als Benzinadditiv in den USA von 1977 bis 1995 verboten war, wurde es in Kanada ab 1976 eingesetzt. Zwischen 1997 und 1998 wurde es aufgrund von Gesundheitsrisiken nicht mehr eingesetzt.
MMT wird unter den Handelsnamen HiTec 3000 und AK-33X verkauft. Von T2 Labs wird es unter dem Namen Ecotane vermarktet. In Deutschland ist die Verwendung von (Methylcyclopentadienyl)mangantricarbonyl durch das Benzinbleigesetz verboten.

## Geschichte
Tetraethylblei (TEL) wählt man für ältere Ottomotoren als Additiv, um das Klopfen durch Erhöhung der Oktanzahl zu vermindern. TEL wurde von der Ethyl Corporation, einem Gemeinschaftsunternehmen von General Motors und DuPont hergestellt und verkauft. Als die US-Umweltbehörde EPA 1972 den schrittweisen Ausstieg aus der Kraftstoffverbleiung anordnete, suchte Ethyl nach Alternativen. Eine davon war MMT, welches ab 1958 als Rauchunterdrücker bei Gasturbinen zum Einsatz kam und ab 1974 als Additiv in unverbleitem Ottokraftstoff.
1977 wurde die Verwendung von MMT als Additiv in den USA durch den Clean Air Act solange verboten, bis Hersteller Ethyl den Beweis geliefert habe, dass das Additiv nicht zum Versagen der Abgaskatalysatoren führt. In der Folge begann ein Rechtsstreit zwischen Ethyl und EPA, in dem 1995 das Appellationsgericht entschied, dass EPA ihre Kompetenzen überschritten habe. MMT wurde dadurch in den USA zum legal verwendbaren Benzinzusatz. MMT wird aktuell vom Ethyl-Nachfolger Afton Chemical, einem Teil der NewMarket Corporation sowie von Cestoil Chemical Inc. in Kanada vertrieben, dort unter dem Namen Cestoburn.

### NAFTA Rechtsstreit
In den 1990er Jahren wollte der kanadische Gesetzgeber die Verwendung von MMT direkt verbieten, um die öffentliche Gesundheit vor den Folgen einer Manganexposition zu schützen. Dies war nach den Bestimmungen des kanadischen Umweltschutzgesetzes (Canadian Environmental Protection Act, CEPA) jedoch nicht möglich, da keine ausreichenden Daten über die Gesundheitsrisiken einer langfristigen Exposition gegenüber Manganemissionen vorlagen. Als Alternative erließ Kanada im April 1997 ein Gesetz, das den Transport und die Einfuhr von MMT unter Strafe stellte.
Bereits am 14. April 1997 reichte die Ethyl Corporation gegen das Einfuhrverbot eine Klage nach Artikel 1110 des Nordamerikanischen Freihandelsabkommens ein mit der Begründung, dass das neue Gesetz eine unzulässige Enteignung der Ethyl Corporation darstelle und forderte eine direkte Entschädigung in Höhe von 251 Millionen US-Dollar. Weiterhin wurde argumentiert, dass das Gesetz dazu diene, die kanadische Produktion von Ethanol zu schützen, das ebenfalls als Benzinadditiv eingesetzt wurde, und nicht eine legitime Beschränkung aus Umwelt- oder Gesundheitsschutzgründen darstelle.

### Explosion in den T2-Laboratories

Wärmebilanzdiagramm

In der Produktionsstätte der T2-Laboratories in Jacksonville, Florida kam es am 19. Dezember 2007 zu einer Explosion in Folge einer Runaway-Reaktion, die 4 Todesopfer und 32 Verletzte forderte. Die Herstellung erfolgte im ersten Schritt durch die Reaktion von Natriummetall mit Cyclopentadien zum Natriumsalz unter Freisetzung von Wasserstoff. Durch die anschließende Zugabe von Manganchlorid bildete sich Bis(η5-Methylcyclopentadienyl)mangan. Durch die Umsetzung des in Diethylenglycoldimethylether gelösten Bis(η5-Methylcyclopentadienyl)mangan direkt mit Kohlenstoffmonoxid erfolgte die Bildung des (Methylcyclopentadienyl)mangantricarbonyl. Die T2 Laboratories in Jacksonville produzierten MMT mit dieser Variante.
Zur Explosion kam es durch das Versagen des Kühlmechanismus am Reaktor. Zur Kühlung wurde einfach Wasser in den Mantel des Reaktors eingespeist, das durch die Reaktionswärme verdampfte und so den Reaktor kühlte. Das Versagen der Kühlung führte zu einer Runaway-Reaktion, die einen Überdruck von Wasserstoffgas im Reaktor verursachte. Der ausströmende Wasserstoff entzündete sich und führte zu einer Knallgasexplosion.

## Herstellung
Im ersten Schritt erfolgt die Reaktion zwischen Methylcyclopentadien und Natrium in Diethylenglycoldimethylether. Unter Freisetzung von Wasserstoffgas entsteht dabei Natriummethylcyclopentadien. Durch Zugabe von Mangan(II)-chlorid bildet sich der Sandwichkomplex Bis(η5-Methylcyclopentadienyl)mangan und Natriumchlorid.
Durch die Reaktion von Mangan(II)-acetat, Triethylaluminium und Kohlenstoffmonoxid mit dem Mangandimethylcyclopentadien entsteht im letzten Schritt der Synthese (Methylcyclopentadienyl)mangantricarbonyl.

## Eigenschaften
(Methylcyclopentadienyl)mangantricarbonyl ist eine dunkelorange, wenig flüchtige und schwer entzündliche Flüssigkeit mit angenehmem Geruch, welche sehr schwer löslich in Wasser ist.
Die Verbindung wird als Halbsandwich- oder Klavierstuhl-Komplex bezeichnet. Das Mangan-Atom in MMT ist an drei Carbonylgruppen sowie einen Methylcyclopentadienyl-Ring gebunden. Diese hydrophoben organischen Liganden machen MMT stark lipophil, was die Bioakkumulation begünstigt.

## Toxikologie
Die mit MMT verbundenen Gesundheitsrisiken werden seit Jahrzehnten heftig und kontrovers diskutiert. Eine 2003 in Australien erschienene Studie lässt den Schluss zu, dass MMT in konzentrierter Form für Menschen hochtoxisch wirkt, erwähnt aber gleichzeitig, dass die als Folge von Autoabgasen bei Verwendung von MMT in der Luft gemessenen Mangankonzentrationen kein Gesundheitsrisiko darstellten. Eine Studie aus dem Jahre 2002 (Kitazawa et al.) wies darauf hin, dass Aufnahme über die Haut bei versehentlichem Verschütten von Kraftstoff, Missbrauch von Kraftstoff als Lösungsmittel zum Entfetten und (absichtlichem) Einatmen von Dämpfen die Hauptwege einer möglichen MMT-Exposition seien.
Personen, die über lange Zeit Mangan ausgesetzt sind, entwickeln Symptome von Manganismus, welche denen der Parkinson-Krankheit ähnlich sind. Für MMT wurde auch eine zytotoxische Wirkung nachgewiesen und speziell eine Schädigung dopaminerger PC-12 Zellen. Toxikokinetische Studien haben gezeigt, dass Mangan aus MMT in Blutplasma von Ratten mit der 37-fachen Rate von anorganischem Mangan aufgenommen wird.
Unmittelbare Symptome eines Kontakts mit MMT sind leichte Haut- und Augen-Irritationen. Kurzfristige Symptome im Zusammenhang mit MMT-Vergiftungen beinhalten unter anderem Kopfschmerzen, Erbrechen und Atemschwierigkeiten. Tierversuche haben gezeigt, dass langfristiger Kontakt mit MMT in Leber- und Nierenschäden resultieren kann.

## Sicherheitshinweise
Die Dämpfe von (Methylcyclopentadienyl)mangantricarbonyl können mit Luft ein explosionsfähiges Gemisch (Flammpunkt 96 °C) bilden.

## Empfehlungen von Autoherstellern
Vor dem Gebrauch von MMT wird empfohlen abzuklären, ob der Hersteller die Verwendung von MMT-Zusätzen empfiehlt oder nicht. General Motors beispielsweise rät explizit davon ab.

## Nachweis
MMT kann mittels diffuser Reflexions-Fouriertransformationsinfrarotspektroskopie (DRIFTS) in Bodenproben über die Streckschwingungen der Kohlenstoffmonoxidliganden bis zu einer Konzentration entsprechend 10 ppm Mangan nachgewiesen werden.

## Externe Links zu erwähnten Verbindungen
1. ↑  Externe Identifikatoren von bzw. Datenbank-Links zu Bis(η5-Methylcyclopentadienyl)mangan:  CAS-Nr.: 32985-17-4, PubChem: 15492794, Wikidata: Q131323678.
2. ↑  Externe Identifikatoren von bzw. Datenbank-Links zu Methylcyclopentadien:  CAS-Nr.: 26519-91-5, EG-Nr.: 247-757-5, ECHA-InfoCard: 100.043.400, Wikidata: Q72489724.